# Onthophagus strabo
Onthophagus strabo är en skalbaggsart som beskrevs av Edmund Reitter 1892. Onthophagus strabo ingår i släktet Onthophagus och familjen bladhorningar. Inga underarter finns listade i Catalogue of Life.